# Instituto de Educação de Minas Gerais
O Instituto de Educação de Minas Gerais, também conhecido como IEMG, é uma das mais tradicionais escola públicas de Belo Horizonte e a maior escola da rede estadual de Minas Gerais. Fundada em 1906, originalmente preparava apenas moças para o magistério.
Em 2001, a Escola Estadual Luiz Peçanha e a Escola Estadual Presidente Kennedy foram integradas ao Instituto de Educação de Minas Gerais, que passou a ser uma única unidade, e hoje atende a Educação Infantil, o Ensino Fundamental, o Ensino Médio, o Magistério Pedagógico e a Educação de Jovens e Adultos.
Chegou a ter um curso superior de Pedagogia, posteriormente transferido para a Universidade do Estado de Minas Gerais. Hoje o Instituto de Educação de Minas Gerais oferece o magistério pedagógico, voltado à formação de professores de nível médio para a educação infantil.

## História

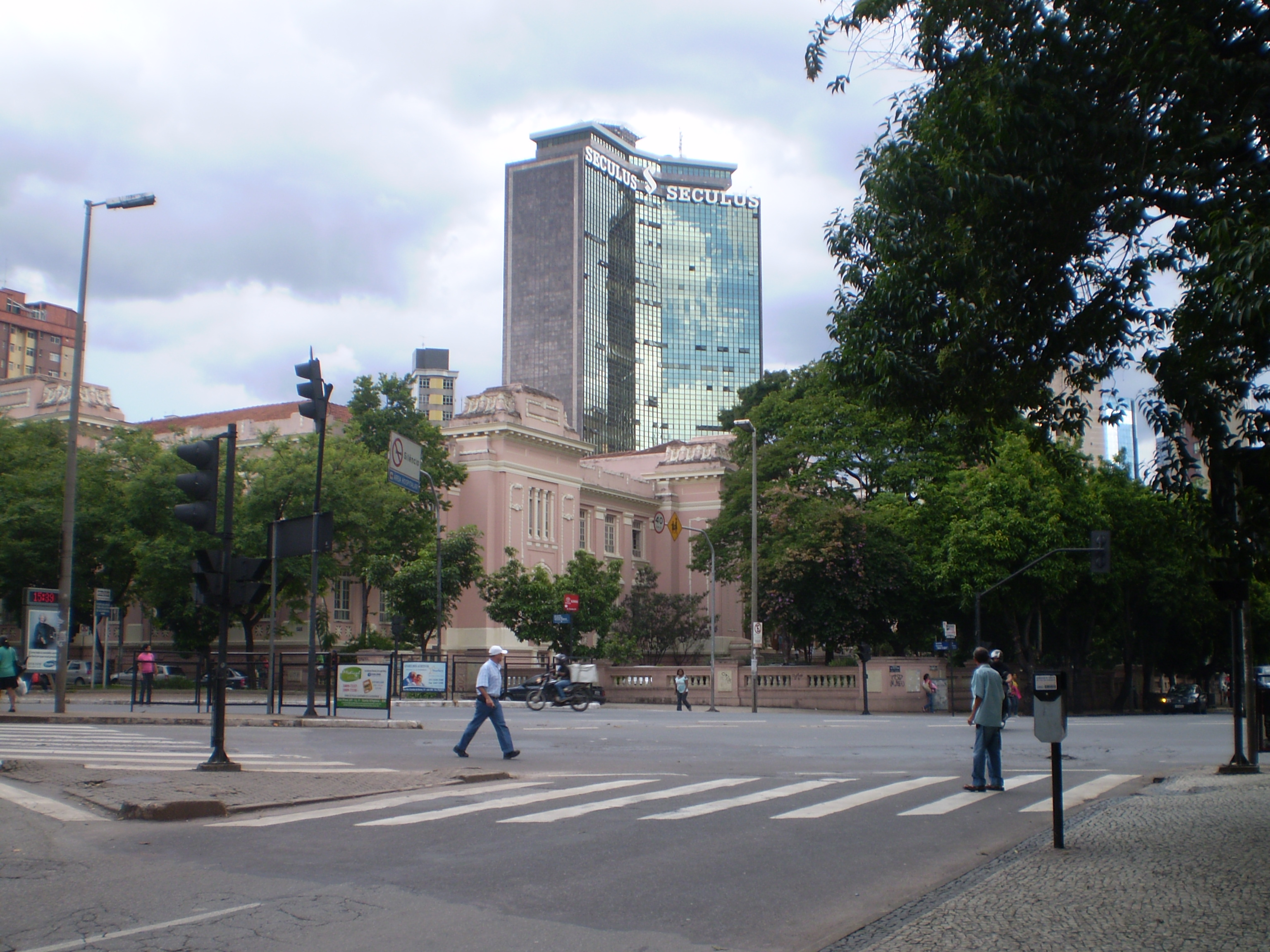
Em primeiro plano, o Instituto de Educação de Minas Gerais. Ao fundo, o edifício Seculus.

A história do Instituto de Educação de Minas Gerais começou com a inauguração da capital do estado de Minas Gerais. O edifício, localizado na Rua Pernambuco, 47, no bairro Funcionários, em Belo Horizonte, é obra relevante da arquitetura dos primeiros anos da capital de Minas Gerais. Com o lema "Educar-se para educar", o Instituto de Educação de Minas Gerais priorizava a qualidade na formação de professores, com o ensino exclusivo para moças da elite, que recebiam preparação para o magistério.
O edifício do Instituto de Educação de Minas Gerais, datado de 1898, foi construído originalmente para abrigar o Ginásio Mineiro (hoje Escola Estadual Governador Milton Campos), mas abrigou, provisoriamente, o Tribunal da Relação do Estado de Minas Gerais (hoje Tribunal de Justiça de Minas Gerais), durante a mudança da capital de Minas Gerais, de Vila Rica (hoje Ouro Preto) para a Cidade de Minas (hoje Belo Horizonte), em 12 de dezembro de 1897.
O edifício foi projetado pelo arquiteto e desenhista Edgar Nascentes Coelho.
Para atender ao imaginário e expectativas modernistas da elite mineira, a nova capital, denominada Cidade de Minas, oficialmente chamada Belo Horizonte em 1906, foi planejada. Passados dois anos após o início da construção da cidade, Aarão Reis, que chefiava a Comissão Construtora da Nova Capital, foi substituído por Francisco de Paula Bicalho. A construção de Belo Horizonte tinha o prazo de cinco anos para o término dos trabalhos e a inauguração da cidade se deu às pressas.
Em 1906 o edifício abrigou a Escola Normal de Belo Horizonte. As reformas educacionais da época demandavam a formação de professores para o ensino primário. Em 1910 a Escola Normal de Belo Horizonte foi transformada em Escola Normal Modelo, voltada à preparação de moças da sociedade belo-horizontina para o magistério.
Hoje a escola possui alunos nos anos iniciais e finais do ensino fundamental, ensino médio, Educação de Jovens e Adultos (EJA) e o curso Normal, em duas modalidades. O Instituto de Educação de Minas Gerais deve respeitar os ideais de universalização do ensino propostos pela Secretaria de Estado de Educação e democratizar o atendimento dos estudantes de todas as classes sociais, todos os gêneros e todas as crenças.

### Canto orfeônico
O canto orfeônico foi uma modalidade de educação musical na Escola Normal de Belo Horizonte, atual Instituto de Educação de Minas Gerais, no período compreendido entre 1934 e 1971.

### Faculdade de Filosofia de Minas Gerais
A Faculdade de Filosofia de Minas Gerais (FAFI-MG) foi fundada em 21 de abril de 1939 por professores da Faculdade de Direito de Minas Gerais. A aula inaugural foi ministrada em 18 de março de 1941 no Colégio Marconi, em Belo Horizonte, onde funcionaram os cursos de Letras Clássicas, Letras Neolatinas, Filosofia, Matemática, Geografia, História e Ciências Sociais. De 1942 a 1952, as atividades dos cursos estiveram sediadas na Escola Normal Modelo, hoje Instituto de Educação de Minas Gerais. Em 1948, a Faculdade de Filosofia tornou-se uma instituição pública estadual, sendo integrada à Universidade de Minas Gerais (UMG). Em 1949, a Universidade de Minas Gerais foi federalizada e a Faculdade de Filosofia tornou-se Faculdade de Filosofia, Ciências e Letras.

### Coral Jovens Cantores
O Coral Jovens Cantores do Instituto de Educação de Minas Gerais foi criado em 2010, através do Programa de Educação e Atenção aos Jovens, e já participou de diversas apresentações de gala, encontros de corais e concertos  natalinos.
Em 30 de março de 2014, o Coral Jovens Cantores do IEMG fez uma apresentação na Catedral de Petrópolis, no Rio de Janeiro.

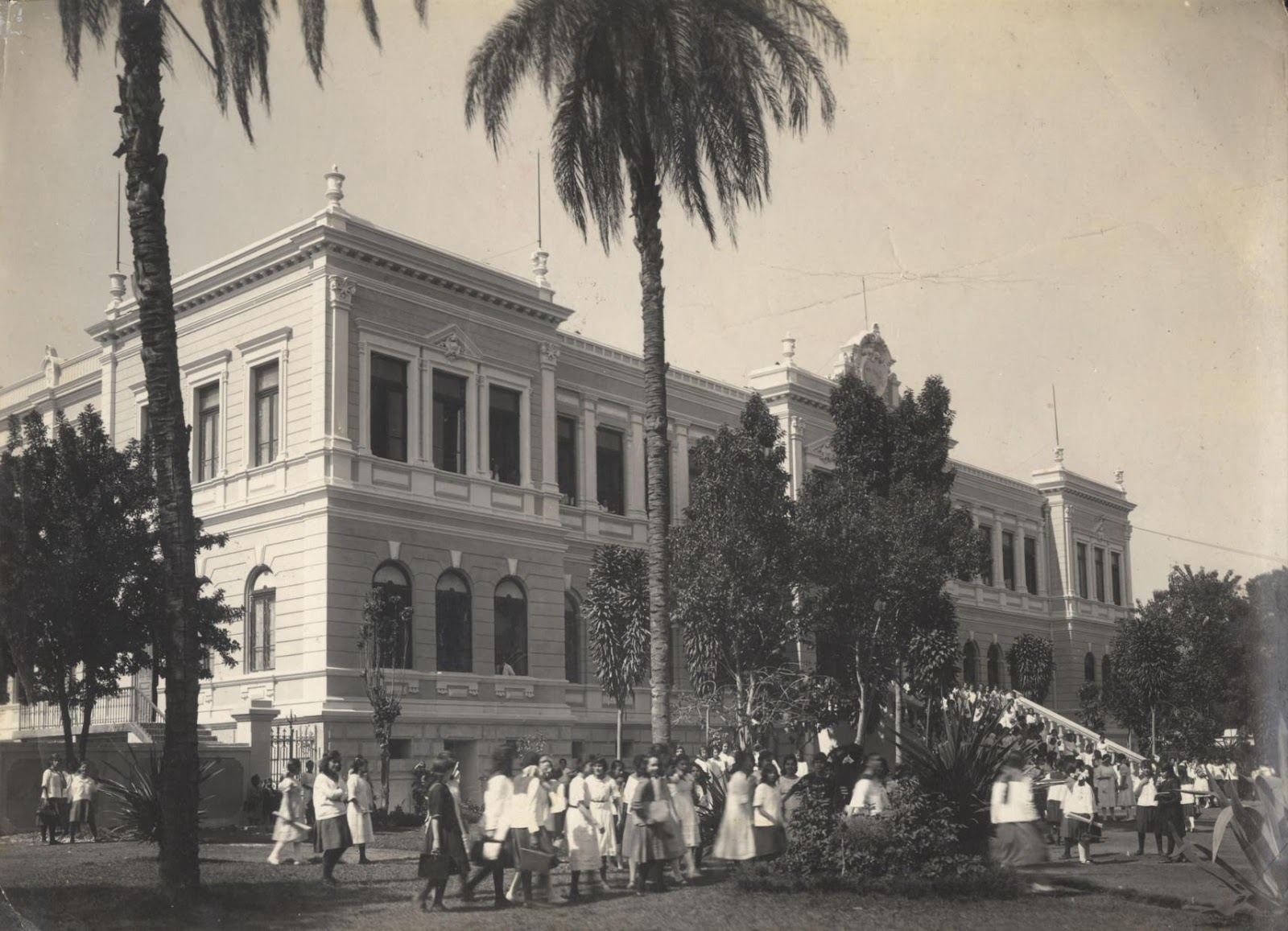
Alunas da Escola Normal Modelo. O edifício do IEMG, datado de 1898, abrigou, provisoriamente, o Tribunal da Relação de Minas Gerais.

### Baixos-relevos na entrada principal
Na entrada principal do edifício, na rua Pernambuco, 47, existem dois baixos-relevos decorativos da escultora belga Jeanne Louise Milde, de 5 de setembro de 1930, que representam o ensino das ciências naturais e o ensino artístico. Jeanne Louise Milde veio ao Brasil em 1929, compondo a Missão Pedagógica Europeia, constituída por professores europeus que participaram da reforma do ensino em Minas Gerais.
Jeanne Louise Milde lecionou na Escola de Aperfeiçoamento, hoje curso de Pedagogia, incorporado à Universidade do Estado de Minas Gerais, com a criação da Faculdade de Educação, em 1994.
O baixo-relevo da direita é uma alegoria ao ensino das ciências naturais, da geografia, da literatura e da geometria, e o baixo-relevo da esquerda representa uma alegoria ao ensino artístico da Escola Normal, isto é, a escultura, o canto, a música, e a pintura. Sob cada baixo-relevo estão colocadas as efígies de Antônio Carlos Ribeiro de Andrada e de Francisco Campos, que em 1928 recrutou professores estrangeiros especializados, que fundaram a Escola de Aperfeiçoamento.
Jeanne Louise Milde lecionou na Escola de Aperfeiçoamento juntamente com a psicóloga e pedagoga Helena Antipoff, que permaneceram no Brasil após o fim da Missão Pedagógica Europeia. Jeanne Louise Milde foi a primeira mulher e artista profissional a se estabelecer em Belo Horizonte e uma das precursoras da arte moderna e do movimento modernista em Minas Gerais.

### Museu da Escola de Minas Gerais
O Instituto de Educação de Minas Gerais abrigou o Museu da Escola de Minas Gerais, criado em 20 de outubro de 1994 com a denominação de Centro de Memória da Educação, nome que conservou até 1998, e tombado pelo Instituto Estadual do Patrimônio Histórico e Artístico de Minas Gerais em 4 de outubro de 2005. Composto por peças dos grupos escolares mais antigos de Minas Gerais, o museu foi transferido para a antiga sede da Secretaria de Estado de Educação em 14 de julho de 2011.

### Museu Pedagógico e Laboratório Leopoldo Cathoud
O Instituto de Educação de Minas Gerais abrigou o Museu Pedagógico e Laboratório Leopoldo Cathoud, criado oficialmente em 1946, constituído de equipamentos de física, química e astronomia, amostras mineralógicas, zoológicas, botânicas e paleontológicas, telescópios, animais empalhados e esqueletos.

### Tombamento
Em 15 de fevereiro de 1982 o edifício foi tombado pelo Instituto Estadual do Patrimônio Histórico e Artístico de Minas Gerais. Em 1997 foi realizado um abraço gigante na escola por cerca de 1.800 pessoas.

### Vandalismo
Atualmente o Instituto de Educação de Minas Gerais é vítima do vandalismo, com pichações dentro da escola e nos muros externos da instituição.

### Alimentação
Muitos alunos do IEMG precisam da refeição escolar. Segundo o relatório número 201601593 do Ministério da Transparência, Fiscalização e Controladoria-Geral da União, foram repassados à Caixa Escolar do Instituto de Educação de Minas Gerais, através do Termo de Compromisso número 732.319 de 2014, R$ 257.840,00, dos quais 14,59% (R$ 37.621,00) foram usados na aquisição de gêneros alimentícios diretamente da agricultura familiar e do empreendedor familiar rural, não atingindo o percentual mínimo de 30% exigido na Lei n. 11.947 de 2009.
| “ | Art. 14. Do total dos recursos financeiros repassados pelo FNDE, no âmbito do PNAE, no mínimo 30% (trinta por cento) deverão ser utilizados na aquisição de gêneros alimentícios diretamente da agricultura familiar e do empreendedor familiar rural ou de suas organizações, priorizando-se os assentamentos da reforma agrária, as comunidades tradicionais indígenas e comunidades quilombolas. | ” |

### Curso de Pedagogia
A Faculdade de Educação da Universidade do Estado de Minas Gerais constituiu-se a partir da incorporação, em 1994, do Curso de Pedagogia do Instituto de Educação de Minas Gerais (IEMG). A Escola de Aperfeiçoamento, onde trabalharam a psicóloga e pedagoga Helena Antipoff e a escultora Jeanne Louise Milde, foi transformada em 1948 no curso de Administração Escolar do Instituto de Educação de Minas Gerais, transformado em 1970 no curso de Pedagogia do Instituto de Educação de Minas Gerais, transformado em 1994 na Faculdade de Educação da Universidade do Estado de Minas Gerais.
Segundo o poema As  moças  da  Escola  de  Aperfeiçoamento, de Carlos Drummond de Andrade:
Que vêm fazer essas jovens?
Vêm descobrir coisas
De Decroly, Claparède
Novidades pedagógicas
Segredos de arte e de técnica
Revelados por Hélène Antipoff,
Madame Artus, Mademoiselle Milde,
Mais quem?
A escola novidadeira
Dita de Aperfeiçoamento.
O poema é sobre as moças que estudavam na Escola de Aperfeiçoamento, em Belo Horizonte, que capacitava professores que tinham, no mínimo, dois anos de regência nos grupos escolares. Esta formação era dada por educadores europeus, que viajaram para o Brasil a convite do presidente de Minas Gerais, Antônio Carlos Ribeiro de Andrada, para participarem da reforma do ensino no estado.

### Revista AMAE Educando
A Associação Mineira de Administração Escolar foi fundada em 1966 por alunas do curso de Administração Escolar do Instituto de Educação de Minas Gerais, com o objetivo de publicar a revista AMAE Educando, que circulou ininterruptamente por 47 anos.
Foi transformada na Fundação AMAE para Educação e Cultura em 1989.

### Revista Pedagógica
Em 25 de setembro de 2012 foi lançada a Revista Pedagógica IEMG, que conta a história do Instituto de Educação de Minas Gerais.

### Truculência
Em 26 de março de 2015, às vésperas do 47º aniversário do assassinato do estudante secundarista Edson Luís de Lima Souto pela Polícia Militar, durante a Ditadura militar no Brasil (1964–1985), uma manifestação de estudantes no Instituto de Educação de Minas Gerais foi interrompida quando a Polícia Militar foi acionada pela diretoria da escola. Após a chegada da Polícia Militar o ato pacífico que estava ocorrendo na escola foi reprimido. Duas estudantes foram agredidas e presas junto com outros três estudantes, acusados de desobediência, além da mãe de uma estudante detida sob a acusação de desacato.
Em 22 de abril de 2015, na Assembleia Legislativa de Minas Gerais, foi realizada uma audiência pública convocada pela comissão de direitos humanos para discutir a repressão policial ocorrida no Instituto de Educação de Minas Gerais.

### Ocupações
Em 29 de novembro de 2015 os alunos do Instituto de Educação de Minas Gerais, indignados com a situação da escola e em solidariedade aos estudantes de São Paulo, organizaram a ocupação na escola. O IEMG foi a primeira escola fora do estado de São Paulo a ser ocupada.

### Meio passe
O meio passe estudantil em Belo Horizonte é um benefício instituído pela Lei Municipal 10.106 de 21 de fevereiro de 2011, que subsidia metade do valor das tarifas que o estudante paga para ir à escola, nas linhas de ônibus gerenciadas pela BHTRANS e nas linhas do Metrô de Belo Horizonte. Muitos alunos do Instituto de Educação de Minas Gerais precisam do subsídio para não abandonarem a escola.
Em 21 de março de 2013 foi organizado um protesto pelo meio passe. A mobilização começou no Instituto de Educação de Minas Gerais.

### Violência
Em 17 de abril de 2002, a orientadora educacional do Instituto de Educação de Minas Gerais denunciou na Assembleia Legislativa de Minas Gerais que alunos, pais de alunos, ela própria e sua família teriam sofrido agressões físicas nas dependências da escola.
Em 2 de junho de 2014, estudantes, professores e funcionários do Instituto de Educação de Minas Gerais, apoiados pelo Sindicato Único dos Trabalhadores em Educação de Minas Gerais (Sind-UTE/MG), protestaram em frente a entrada do IEMG na Rua Paraíba. Os manifestantes denunciaram a violência no ambiente escolar e a omissão da Secretaria de Estado da Educação, que trata as agressões como casos isolados de violência no ambiente escolar.